# Alao
Alao è un villaggio delle Samoa Americane appartenente alla contea di Vaifanua del Distretto orientale. È situato nella Contea di Vaifanua.